# 本阿弥光洲
本阿弥光洲（ほんあみ こうしゅう、本名：道弘、1939年（昭和14年）4月26日 - ）は、日本の刀剣研師。国宝指定刀剣の研磨を数多く手がけ、文化財の保存にも尽力している。

## 略歴
1939年（昭和14年）東京都に生まれる。1958年（昭和33年）芝高等学校卒業。1962年（昭和37年）國學院大學文学部史学科卒業後、父・本阿弥日洲（人間国宝）に師事し、光意系本阿弥家18代を継ぐ。1971年（昭和46年）研磨技術等発表会（刀剣研磨・外装技術発表会 ）無鑑査（現代に至る）。1984年、文化庁より猿投神社の重要文化財太刀行安の研磨、法隆寺聖霊院の国宝卒末呂王所持太刀の研磨修理の監修を委嘱される。その他、東京国立博物館、宮内庁、財団法人永青文庫、京都国立博物館から研磨修理を委嘱される。
2000年（平成12年）美術刀剣研磨技術保存会会長に就任。2008年（平成20年）東京都指定無形文化財（工芸技術）「日本刀研磨技術」保持者に指定される。2009年（平成21年）公益財団法人日本刀文化振興協会理事に就任（22年まで）。2010年（平成22年）日本刀文化振興協会理事長に就任。
2014年（平成26年）重要無形文化財保持者（人間国宝）認定。2016年（平成28年）春の叙勲で旭日小綬章受章。